# Ivan Dreyfus

Dreyfus im Februar 1914

Ivan Dreyfus (* 24. Juni 1884 in Aarburg; † 8. Februar 1975 in Neuilly-sur-Seine, Frankreich) war ein Schweizer Fussballspieler, der den akademischen Grad eines Doktors trug.
Der Torhüter bestritt in den Jahren 1908 bis 1913 sechs Länderspiele für die Nationalmannschaft der Schweiz, mit der er unter anderem am Fussballländerspiel Schweiz – Deutschland 1908 teilnahm.
Zwischen 1906 und 1914 wird Dreyfus im Kader des Servette FC Genève geführt. 1907 wurde er mit dem Verein Schweizer Meister.
1920 gewann Dreyfus mit CA Paris die Coupe de France.